# Psychopath
Psychopath (estilizado em maiúsculas como PSYCHOPATH) é o sexto álbum de estúdio da banda japonesa Boøwy, lançado em 5 de setembro de 1987 em três formatos: LP, CD e CT.
Em 24 de setembro, Boowy anunciou o fim da banda, tornando este seu último álbum.

## Produção
Psychopath foi gravado de 10 a 26 de junho de 1987 no Estúdio Sedic em Roppongi. Thomas Stieler foi o engenheiro de som e mixagem, que foram feitos no Estúdio Hansa em Berlim.
Em entrevista para a Arena 37°C em setembro de 1987, Tomoyasu Hotei contou que não sentiu pressão na gravação devido ao sucesso do álbum anterior. Ele disse que conseguiu criar e buscar sua própria musicalidade, estilo e postura, de forma mais profunda.

## Recepção
Seguindo o sucesso do álbum anterior Beat Emotion, Pyschopath alcançou a primeira posição na Oricon Albums Chart. Takashi afirma em sua autobiografia que o álbum vendeu 1 milhão e meio de cópias.

## Faixas
Todas os títulos são estilizados em maiúsculas.
| Disco A |                                           |         |  |
| N.º     | Título                                    | Duração |  |
| 1.      | "Liar Girl"                               | 4:11    |  |
| 2.      | "Angel Passed Children"                   | 2:22    |  |
| 3.      | "Longer than Forever"                     | 4:07    |  |
| 4.      | "Gigolo & Gigolet"                        | 2:23    |  |
| 5.      | "Rendez-Vous (Live in Hamburg July 1987)" | 3:42    |  |
| 6.      | "Marionette"                              | 3:50    |  |

| Disco B        |                                                        |         |  |
| N.º            | Título                                                 | Duração |  |
| 7.             | "Plastic Bomb"                                         | 2:32    |  |
| 8.             | "Psychopath"                                           | 4:45    |  |
| 9.             | "Celluloid Doll"                                       | 2:33    |  |
| 10.            | "Fantastic Story"                                      | 3:52    |  |
| 11.            | "Memory"                                               | 4:25    |  |
| 12.            | "Kisetsu Ga Kimi Dake Wo Kaeru" (季節が君だけを変える) | 4:40    |  |
| Duração total: | Duração total:                                         | 43:26   |  |

## Ficha técnica
- Kyosuke Himuro (氷室京介) - vocais principais
- Tomoyasu Hotei (布袋寅泰) - guitarra, teclado, vocais de apoio
- Tsunematsu Matsui (松井恒松) - baixo
- Makoto Takahashi (高橋まこと) - bateria